# Rúrik Gíslason
Rúrik Gíslason (Reikiavik, Islandia, 25 de febrero de 1988) es un exfutbolista islandés que jugaba de centrocampista.
En noviembre de 2020, estando sin equipo tras haber abandonado el SV Sandhausen al término de la temporada 2019-20, anunció su retirada.

## Selección nacional
Fue internacional con la selección de fútbol de Islandia en 53 ocasiones en las que anotó 3 goles. Jugó su primer partido en un Mundial, el sábado 16 de junio de 2018 frente a Argentina, en Rusia 2018.

## Clubes
| Club                    | País       | Año       |
| ----------------------- | ---------- | --------- |
| HK Kópavogur            | Islandia   | 2005      |
| Charlton Athletic F. C. | Inglaterra | 2005-2007 |
| Viborg FF               | Dinamarca  | 2007-2009 |
| OB Odense               | Dinamarca  | 2009-2012 |
| F. C. Copenhague        | Dinamarca  | 2012-2015 |
| F. C. Núremberg         | Alemania   | 2015-2018 |
| SV Sandhausen           | Alemania   | 2018-2020 |

## Palmarés

### Títulos nacionales
| Título                 | Club             | País      | Año  |
| ---------------------- | ---------------- | --------- | ---- |
| Superliga de Dinamarca | F. C. Copenhague | Dinamarca | 2013 |
| Copa de Dinamarca      | F. C. Copenhague | Dinamarca | 2015 |